# Lophosceles cinereiventris
Lophosceles cinereiventris är en tvåvingeart som först beskrevs av Zetterstedt 1845.  Lophosceles cinereiventris ingår i släktet Lophosceles och familjen husflugor. Arten är reproducerande i Sverige. Inga underarter finns listade i Catalogue of Life.